# 1845年5月6日日食
1845年5月6日日食为一次在协调世界时1845年5月6日出現的日環食。該次日食食分為0.9462，食甚維持3分15秒。

## 概述
這次日食的食分是0.9462，維持3分15秒。

## 基本參數
- 類型：
- 食甚資料：
  - 日期：1845年5月6日
  - 時間：10時9分0秒
  - 地點：73N 111W
  - 食分：0.9462
  - 持續時間：3分15秒

## 外部連結
- NASA日食專頁（页面存档备份，存于）（英文）